# Isotip
Un isotip és un dels cinc tipus d'anticossos, determinants per una de les cinc formes diferents de cadena pesada que els constitueixen. Els isotips d'anticossos són IgM, IgG, IgD, IgA i IgE i cadascun d'ells executa un grup diferent de funcions efectores. Subtipus diferents d'IgG i IgA es caracteritzen per variacions estructurals addicionals.